# Allognosta vagans
Allognosta vagans är en tvåvingeart som först beskrevs av Friedrich Hermann Loew 1873.  Allognosta vagans ingår i släktet Allognosta och familjen vapenflugor. Inga underarter finns listade i Catalogue of Life.